# Quintana Redonda
Pour les articles homonymes, voir Quintana.
Quintana Redonda est une commune d’Espagne, dans la province de Soria, communauté autonome de Castille-et-León.